# WM P88
Chronologie des modèles (1988)
WM P86 WM P489
La WM P88 est une voiture de course répondant à la réglementation technique de la Fédération internationale de l'automobile (FIA) de type Groupe C. Elle a été développée et construite par l'écurie Welter Racing en 1988 et a participé à une seule course, les 24 Heures du Mans.
La voiture a battu le record de vitesse lors des 24 Heures du Mans en 1988 en atteignant la vitesse de 407 km/h. Après cet exploit, Peugeot, un des partenaires de l'écurie, a repris cette performance dans sa communication mais a abaissé volontairement la vitesse obtenue à 405 km/h afin de promouvoir la nouvelle berline du Lion, la Peugeot 405,. Elle détient toujours ce record à ce jour.
Un seul châssis a été construit.

## Historique
En 1988, le Welter Racing avait lancé le "projet 400". En effet, sur la base des performances de la WM P87, les ingénieurs de l'écurie Welter Racing pensaient possible d’atteindre les 400 km/h sur la ligne droite des Hunaudières du Circuit des 24 Heures. Afin de réussir cet exploit, l'écurie avait impliqué son partenaire, l'entreprise Heuliez, afin qu'il devienne un acteur dans les développements de la voiture en ouvrant son centre de recherches.

## Technique
Par rapport à la WM P87, afin de permettre un travail sur la stabilité de la voiture, la suspension arrière avait été repensée afin de pouvoir bénéficier de l'effet tunnel venturi de la voiture. Les flux internes de la voiture avaient également été travaillés afin d’assurer un bon refroidissement de la mécanique. Ces travaux avaient été faits en soufflerie via le support de l'entreprise Heuliez. 
La puissance du moteur Peugeot ZNS5 2,974 L V6 Bi-Turbo Garrett avait été poussée à 910 chevaux grâce à une augmentation de la cylindrée,.

## Résultats aux24 Heures du Mans
| Année | Écurie        | Copilotes                                    | Classe | Tours | Pos. | Class Pos. |
| ----- | ------------- | -------------------------------------------- | ------ | ----- | ---- | ---------- |
| 1988  | Secateva (WM) | Roger Dorchy Claude Haldi Jean-Daniel Raulet | C1     | 59    | Abd. | Abd.       |

## Pilotes
- Roger Dorchy
- Claude Haldi
- Jean-Daniel Raulet